# کافکا و عروسک مسافر
کتاب کافکا و عروسک مسافر به نویسندگی جوردی سییررا آی فبرا اهل اسپانیا است.
یک سال پیش از مرگ، فرانتس کافکا رابطه‌ی عاطفی شگرف و متفاوتی را تجربه کرد. یک صبح هنگام قدم زدن در پارک اشتلیتس برلین با دخترکی پریشان روبرو شد که سوزناک می‌گریست: او عروسکش را گم کرده بود. نویسنده مسخ برای آرام کردن دخترک داستانی می‌سازد: عروسک گم نشده بود، به مسافرت رفته بود، و او هم نامه رسانی بود که فردا اولین نامه عروسک مسافر را برای دخترک به پارک می‌آورد.